# Från och med herr Jonas Kullhammar
Från och med herr Jonas Kullhammar från 2010 är Jonas Kullhammar Quartets sjunde album. Skivan innehåller sex kompositioner av olika gruppmedlemmar.

## Låtlista
1. Sweet Home Snake City (Jonas Kullhammar) – 9:58
2. Blau (Torbjörn Gulz) – 9:43
3. October Is a Long Time Too (Torbjörn Zetterberg) – 8:16
4. Ratbeat (Torbjörn Gulz) – 6:53
5. Morsan å farsan (Jonas Kullhammar) – 8:22
6. Bristol Scream (Jonas Kullhammar) – 10:20

## Medverkande
- Jonas Kullhammar– tenorsax
- Torbjörn Gulz – piano
- Torbjörn Zetterberg – bas
- Jonas Holgersson – trummor